# Liaquat Ali Khan
Liaquat Aki Khan, född den 1 oktober 1895 i Karnal, Punjab, död den 16 oktober 1951 Rawalpindi, Punjab, var en pakistansk politiker.

## Biografi
Ali Khan utbildades vid Aligarh muslimska universitet och sedan vid Oxford University i Storbritannien. Han var tidigt muslimernas företrädare i Indien. Han var också en förespråkare för den islamiska demokratins teori som främjade parlamentarismen i Indien.
Efter att ha blivit inbjuden av Kongresspartiet, valde han det muslimska förbundet som leddes av den inflytelserike Muhammed Ali Jinnah, som ville utrota orättvisor och dålig behandling av de indiska muslimerna från den brittiska regeringen. Han var engagerad i självständighetsrörelser i Indien och Pakistan, och assisterade Jinnah i en kampanj för att skapa en separat stat för de Indiska muslimerna.
Ali Khan, som var jurist och politisk teoretiker, blev 1947 Pakistans förste premiärminister. Han hade också poster som finansminister 1946 - 47, försvarsminister 1947 - 51 och utrikesminister 1947 – 49.
Ali Khans utrikespolitik ställde sig på USA:s och västerlandets sida, och var en del av den alliansfria rörelsen. Ställd inför interna politiska oroligheter, överlevde hans regering ett kuppförsök av vänsteranhängare och kommunister. Hans inflytande växte ytterligare efter Jinnahs död, och han blev ansvarig för att genomföra resolutionens mål. År 1951, vid ett politiskt möte i Rawalpindi, blev Ali Khan mördad av en lejd mördare, Sa'ad Babrak.
Han fick Pakistans längsta ämbetstid som premiärminister med 1,524 dagar vid makten, ett rekord som har stått sig 63 år till idag.